# Florian Chabrolle
Florian Chabrolle (* 7. April 1998 in Montmorency) ist ein französisch-algerischer Fußballspieler.

## Karriere

### Verein
Chabrolle begann seine fußballerische Ausbildung beim Deuil Enghien FC, in der Nähe von Paris. Im Jahr 2011 wechselte er in die Jugend von Entente Sannois Saint-Gratien, ehe er drei Jahre später von Scouts von Olympique Marseille entdeckt und verpflichtet wurde. Hier kam er ab 2015 erst einmal nur für die U19-Mannschaft und die zweite Mannschaft in der National 2 zum Einsatz. In der Saison 2018/19 gab er dann sein Profidebüt in der Europa League, bei einer 0:4-Niederlage gegen Eintracht Frankfurt. Dies war allerdings sein einziger Saisoneinsatz im Profiteam. Am ersten Spieltag der neuen Saison wurde er gegen Stade Reims eingewechselt und spielte somit auch in der Ligue 1 zum ersten Mal. Aber auch 2019/20 war dies sein einziger Einsatz bei den Profis.
Daraufhin wechselte er im Januar 2021 zum Zweitligisten AC Ajaccio. Dort debütierte er am 25. Spieltag nach Einwechslung bei einer 0:3-Niederlage gegen den FC Toulouse. Bis zum Saisonende spielte er noch ein weiteres Mal für Ajaccio, am letzten Spieltag für wenige Minuten. In der Saison 2021/22 kam er bereits auf 12 Ligaeinsätze für den ACA und schaffte es mit seiner Mannschaft den zweiten Tabellenplatz zu belegen und somit in die Ligue 1 aufzusteigen. Nach einer Saison in der Ligue 1 stieg er mit seinem Klub direkt wieder ab. Sein Vertrag endete mit dem Saisonende 2022/23.

### Nationalmannschaft
Chabrolle kam im Februar zu zwei Einsätzen für das französische U-18-Nationalteam.

## Erfolge
AC Ajaccio
- Zweiter der Ligue 2 und Aufstieg in die Ligue 1: 2022